# فلوسیتومتر
فلوسایتومتر (به انگلیسی: Flow cytometer) دستگاهی است برای انجام تکنیک فلوسایتومتری و به‌دست آوردن فنوتایپ و خصوصیات سلول‌ها، که بر اساس پراکنده‌سازی نور توسط سلول‌های تحت آزمایش و انتشار فلورسانس از آن‌ها استوار است. نشر فلورسانس یا با استفادهٔ مستقیم از مواد رنگ‌کنندهٔ فلورسنت یا ترکیبی از رنگ فلورسنت با آنتی‌بادی‌های مونوکلونال حاصل می‌شود. این آنتی‌بادی‌های کونژوگه با فلورسانس می‌توانند مولکول‌های سطحی یا ترکیبات داخلی سلول‌ها را ردیابی کرده و به آن‌ها متصل شوند و شناسایی انواع سلول‌های موجود در یک جمعیت سلولی متنوع را توسط فلوسایتومتری امکان‌پذیر می‌سازند. این روش اساساً توسط ایمونولوژیست‌هایی ابداع شد که تلاش می‌کردند جمعیت‌های خالص سلول‌ها را از یکدیگر جدا کرده و پس از تکثیر آن‌ها در محیط کشت سلولی، نقش مجزای هر سلول را در دستگاه ایمنی بررسی نمایند. دستگاه‌های اولیه قادر بودند تنها یک یا دو رنگ فلورسانس را تجزیه و تحلیل کنند اما امروز دستگاه‌هایی عرضه شده‌اند که قادرند یازده رنگ فلورسانس را به‌طور هم‌زمان ردیابی و تجزیه و تحلیل کنند.
امروزه استفاده از تکنولوژی‌های مدرن روز، برای افزایش سرعت انجام کارها و سهولت انجام آن‌ها روز به روز در حال گسترش است. در دهه‌های اخیر فلوسایتومتری به ابزاری ضروری در تشخیص لوسمی‌های خونی در انسان تبدیل شده‌است. فلوسایتومتری به‌طور معمول برای شناخت ردهٔ سلولی، تحلیل یا تجزیهٔ بافت سلولی بالغ و تشخیص هتروژنیستی در میان جمعیت سلول‌های توموری استفاده می‌شود. در دهه‌های اخیر استفاده از این روش در آزمایشگاه‌های کلینیکی و همچین تشخیص انواع سرطان به‌طور چشمگیری افزایش یافته‌است.

## تاریخچه
تاریخچهٔ فلوسایتومتری به آزمایش‌های آندرو مولداوان در سال ۱۹۳۰ بر می‌گردد که دستگاهی را با استفاده از سلول فتو الکتریک طراحی کرد که سلول‌های در حال عبور از میانهٔ لولهٔ مویینه‌ای بر روی صفحهٔ اسلاید میکروسکوپ را شمارش می‌کرد. اولین مقاله مربوط به فلوسایتومتری به سال ۱۹۳۴ بر می‌گردد که توسط وی در مجلهٔ ساینس چاپ شد. نویسنده در این مقاله به شمارش سلول‌های خونی در یک لولهٔ مویین توسط یک سنسور فتوالکتریک اشاره کرده‌است.
در سال ۱۹۷۰ اولین سیستم فلوسایتومتری توسط فی.وی.آ. جی تولید، و وارد بازار شد که قابلیت اصلی آن تجزیه و تحلیل دی‌ان‌ای و بررسی مقادیر آن بود. پس از آن شمارشگرهای افتراقی با اساس فلوسایتومتریک وارد بازار شد. منابع نوری به کار رفته در این سیستم‌ها لامپ‌های تنگستنی هالوژنی بودند. در سال ۱۹۷۲ هرزنبرگ و همکارانش اولین دستگاه جداکنندهٔ سلول بر اساس فلورسنس را ابداع کردند. این دستگاه اساساً یک فلوسایتومتر بود که پس از آنالیز سلولی قادر به جداسازی سلول‌های مورد بررسی بود. در سال ۱۹۹۵ امکان اندازه‌گیری حداقل ۵ پارامتر در ۲۵۰۰۰ سلول در ثانیه به‌طور معمول به منظور بالا بردن تشخیص و مدیریت حالت‌های متفاوت بیماری‌ها و تشخیص بیماری‌ها استفاده شد. در سال ۲۰۰۳ دستگاه‌های پرسرعت با استفاده از تکنولوژی دیجیتالی معرفی شدند.

## اصول آزمایش
نمونهٔ سلولی مورد آنالیز به صورت پخش‌شدهٔ یکنواخت درآمده و توسط مایع ایزوتونیک تحت فشار وارد ستون باریکی که از مایع شیت پر شده‌است می‌گردد. محلول شیت اطراف مجرای باریک را احاطه کرده و نمونهٔ مورد آنالیز به صورت یک جریان مرکزی از وسط محلول شیت به صورت سلول‌های تک‌تک و پشت سر هم در می‌آید. سرعت عبور ممکن است به ۱۰ متر بر ثانیه برسد. برای شناسایی نشانگرهای سطحی، نمونهٔ مورد آنالیز با آنتی‌بادی‌های مونوکلونال اختصاصی که با یکی از فلوروکروم‌ها نشاندار شده‌اند مجاور می‌گردد. چنانچه واکنشی صورت گرفته باشد سطح سلول دارای خاصیت فلورسانس شده و با جذب نور لیزر برانگیخته شده و طول موج بلندتری بازتاب می‌کند. نور بازیافتی در زوایای مختلف مورد سنجش قرار می‌گیرد.
حساسیت جداسازی سلول‌ها بستگی به شکل و شدت نور لیزر دارد. قطر پرتو لیزر حدود ۶۵۰ میکرومتر بوده که توسط عدسی‌هایی در مسیر آن، که دارای قطر باریک هستند، با سلول برخورد می‌کند. اندازه‌گیری پراکندگی یا پخش نور لیزر در طول محور پرتو تابش یا از پیش رو بستگی به اندازهٔ سلول دارد. آنالیز بازیافت نور فلورسانس بعد از برخورد با نور لیزر در زوایای جانبی و زاویهٔ ۹۰ درجه خصوصیاتی از وضعیت آنتی‌ژنی و محتویات درون سلولی را ارائه می‌دهد.

## تهیهٔ سلول برای فلوسایتومتری
برای انجام هر نوع فلوسایتومتری ابتدا باید سلول‌ها را آماده کرد به‌طوری‌که سلول‌ها به صورت تکی درآمده و در محیط مناسبی معلق شده باشند. روش‌های مختلفی برای تهیهٔ سلول وجود دارد و روش انتخاب شده به نوع سلول مورد ارزیابی بستگی دارد. پس از تهیهٔ سوسپانسیون مناسب، سلول‌ها باید با مواد فلورسانس رنگ شوند یا با آنتی‌بادی‌های کونژوگه با فلوروکروم نشاندار شوند. روش نشاندار کردن تحت تأثیر فاکتورهای زیادی قرار می‌گیرد از جمله میزان اختصاصی بودن آنتی‌بادی و غلظت آنتی‌ژن در سطح یا داخل سلول، مناسب بودن غلظت آنتی‌بادی مورد استفاده و به کار بردن کنترل‌های مثبت و منفی مناسب در آنالیز سلول‌ها.
فلوسایتومترها باید بتوانند نور لیزر پراکنده شده یا فلورسانس نشر شده از یک سلول منفرد را در میان انواع سلول‌ها با حساسیت بالایی ردیابی کنند و بدین منظور سلول‌ها باید در محیط مایع به صورت سوسپانسیون یکنواختی درآیند. محیط اطراف سلول‌ها معمولاً به صورت ایزوتونیک با پی‌اچ برابر ۷٫۳ و غلظت سلولی بین ۱۰۵ تا ۱۰۶ سلول در هر میلی‌لیتر تهیه می‌شود و تحت چنین شرایطی سلول‌ها به صورت یک به یک از مقابل محور تابش نور لیزر عبور خواهند کرد. معمولاً حجم کمی از نمونه (۲/۰ تا ۱ میلی‌لیتر) برای آنالیز لازم است ولی «حداقل حجم مورد نیاز از نمونه» به کثرت سلول‌های مورد نظر در میان انواع سلول‌های موجود در نمونه نیز بستگی دارد و اگر درصد سلول‌های تحت بررسی، نسبت به سایر سلول‌های موجود پایین باشد لازم است ابتدا برای حذف بخشی از سلول‌های ناخواسته اقدام شود. قطر سلول‌های ارزیابی شده باید در محدودهٔ ۱ تا ۳۰ میکرون باشد و فلوسایتومترهای معمولی برای ارزیابی ذرات کوچک‌تر از ۱ میکرون حساسیت لازم را ندارند. از طرفی وجود ذرات درشت‌تر از ۳۰ میکرون موجب انسداد جریان مایع در دستگاه خواهد شد. فلوسایتومترهای معمولی برای استفاده و آنالیز سلول‌های خونی طراحی شده‌اند زیرا پلاکت‌های خون حدود ۱ میکرون قطر دارند و قطر سلول‌های خونی نیز ۶ تا ۱۲ میکرون است. با این حال سلول‌هایی از منشأ بافت‌های دیگر (مثل بافت‌های لنفوئیدی و سلول‌های کشت‌شده) را نیز می‌توان با فلوسایتومترهای معمولی آنالیز کرد. با این شرط که آن‌ها باید از همدیگر و از بسترشان جدا شوند و به صورت سوسپانسیون سلول‌های منفرد در آیند و هر گونه تودهٔ سلولی باید پیش از آنالیز حذف شود. عاملی که فلوسایتومتری را به عنوان یک تکنیک فوق‌العاده در مطالعات کلینیکی درمی‌آورد این است که سرعت جریان نمونه (۵ تا ۵۰ متر بر ثانیه) امکان جمع‌آوری اطلاعات مربوط به ۵۰۰۰ تا ۵۰۰۰۰ سلول را در هر ثانیه فراهم می‌نماید و حجم مورد نیاز از نمونهٔ خون معمولاً حدود ۱۰۰ میکرولیتر یا کمتر است.
قدم اول برای تهیهٔ نمونه، گرفتن یا ساختن سوسپانسیون سلولی مناسب است. نمونهٔ خون در حالت معمول حاوی سلول‌های منفرد است که در پلاسمای خون به صورت معلق هستند. نمونه‌های به‌دست آمده از مغز استخوان را می‌توان با پیپت کردن مکرر به صورت سوسپانسیون سلول‌های منفرد درآورد. در نمونه‌های تهیه شده از بافت‌های جامد و لنفوئیدی، اتصالات سلول به سلول یا سلول به بستر باید شکسته شود و سلول‌ها کاملاً آزاد شوند. قدم دوم این است که تا زمان آنالیز نمونه، خصوصیات و عملکرد سلول‌های تحت بررسی باید در حالت طبیعی و دست نخورده حفظ شوند. برای برخی از انواع سلول‌ها (مثلاً آنتی‌ژن‌های اختصاصی ردهٔ سلولی در لنفوسیت‌های در حال استراحت) این کار نسبتاً ساده است و استفاده از روش‌های مختلف معمولاً در این مورد نتایج یکنواختی به بار می‌آورد. اما برای برخی سلول‌های دیگر مثل آنتی‌ژن‌های CD62P در پلاکت‌ها و CD11b در نوتروفیل‌ها که سریعاً تغییر می‌یابند نگهداری سلول‌ها مشکل‌آفرین خواهد بود و روش‌های مختلف تهیه و نگهداری سلول در این موارد ممکن است به نتایج متفاوتی ختم شود.

## فاکتورهای مؤثر در انتخاب روش تهیهٔ سلول
بدیهی است که وقتی برخی خصوصیات سلولی و عملکردهای آن (نظیر سنجش زنده بودن سلول‌ها به وسیلهٔ دفع رنگ، توانایی فاگوسیتوز و سیتوتوکسیسیته و پاسخ به آگونیست‌ها در حالت کشت آزمایشگاهی) بررسی می‌شوند ضروری است سلول‌ها به صورت زنده به کار برده شوند و در محیط فیزیولوژیک رقیق شوند و هرچه سریع‌تر مورد آزمایش قرار گیرند. با این حال دلیلی وجود ندارد از سلول‌های زنده برای ارزیابی برخی خصوصیات دیگر سلولی نظیر بیان آنتی‌ژن‌های اختصاصی ردهٔ سلول یا مولکول‌های چسبندگی استفاده نشود به شرطی که بتوان آن‌ها را در وضعیت ثابتی که تغییر قابل توجه در ساختمان و حیات سلولی ایجاد نشود نگهداری کرد. در عین حال استفاده از سلول‌های زنده این مزیت را دارد که آن‌ها نسبت به سلول‌های فیکس شده یا مرده به مقدار کمتری با آنتی‌بادی‌ها از طریق غیر اختصاصی متصل می‌شوند.
بافر نمکی فسفات (PBS): بیشتر اوقات سلول‌ها پیش از آنالیز به مدت کوتاهی در شرایط آزمایشگاهی نگهداری می‌شوند در این صورت می‌توان از بافر فسفات نمکی برای تهیهٔ سوسپانسیون سلولی استفاده کرد. اما اگر قرار است سلول‌ها مدت طولانی‌تری را پیش از آنالیز سپری کنند بهتر است در محلول‌های دیگری که دارای بافر مناسب، از نظر یونی ایزوتونیک، حاوی پروتئین و از نظر نمکی نزدیک به حالت فیزیولوژیک هستند نگهداری شوند.
اگر سلول‌ها (مثل ماکروفاژ‌ها، نوتروفیل‌ها و پلاکت‌ها) تمایل به چسبیدن به یکدیگر یا به سطوح پلاستیکی دارند با استفاده از محیطی که فاقد یون‌های دوظرفیتی مثل Ca2+ و Mg2+ و نیز حاوی ۵ میلی‌مول اتیلن‌دی‌آمین‌تترااستیک اسید (EDTA) می‌توان آن‌ها را به صورت سوسپانسیون نگه داشت. با این حال فقدان یون‌های دوظرفیتی و وجود EDTA برای ادامهٔ حیات سلول‌ها مضر هستند. چه به صورت زنده و چه به صورت فیکس‌شده بهتر است سلول‌ها را مدت کوتاهی پیش از استفاده تهیه نمود و برای به حداقل رساندن رشد و تکثیر میکروب‌ها آن‌ها را در دمای ۴ درجه نگهداری نمود. همچنین تهیهٔ سوسپانسیون سلولی و محلول رنگ‌کننده باید تحت شرایط استریل انجام گیرد. اگر BSA یا FBS به محیط‌های ساده‌ای مثل PBS و HBSS اضافه می‌شوند باید محلول تهیه‌شده از نظر وجود توده‌های پروتئینی بررسی شود مخصوصاً اگر آنالیز سلول‌های کوچک‌تری مثل پلاکت‌ها مدنظر باشد. این توده‌های پروتئینی خطای قابل توجهی ایجاد می‌کنند و بهتر است محلول پروتئینی از فیلترهای با سایز ۰٫۲۵ میکرون عبور داده شود تا ذرات پروتئینی گرفته شوند.
آماده‌سازی قبلی نمونه برای دسته‌بندی بسیار مهم است. در واقع، دسته‌بندی موفق تقریباً به‌طور کامل به کیفیت نمونهٔ استفاده‌شده بستگی دارد. تهیهٔ سوسپانسیون سلول‌ها یا ذرات انفرادی، پیش‌نیاز اصلی برای فلوسایتومتری است. هنگامی که سلول‌های مورد استفاده به‌طور طبیعی به حالت سوسپانسیون وجود دارند (مثل سلول‌های خونی یا سلول‌هایی که در محیط کشت به صورت سوسپانسیون رشد می‌کنند) تهیهٔ چنین سوسپانسیونی آسان است اما وقتی سلول‌ها از منشأ کشت‌های چسبنده یا سلول‌های بافت جامد باشند، تهیهٔ سوسپانسیون سلول‌های منفرد کمی مشکل است. به هر حال، چندین روش کاملاً ارزیابی‌شده برای آماده‌سازی نمونه‌های جداساز جریانی بیان می‌شوند.

## نفوذپذیر کردن و ردیابی محتویات درون سلولی
گاهی لازم است ترکیبات درون سلولی را ردیابی یا اندازه‌گیری کرد. مثل توالی دی‌ان‌ای، آنزیم‌ها، گلیکوپروتئین‌های درون سلولی که قرار است در سطح سلول عرضه یا ترشح شوند (مثل سایتوکاین‌ها) فاکتورهای نسخه‌برداری یا تنظیمی مثل سایکیلین‌ها و پی۵۳ و اجزای ساختمانی مثل رشته‌های اکتین. اگر اجزای درون سلول قرار است از طریق immunolabeling ردیابی شوند باید غشای پلاسمایی (و شاید غشای ساختمان‌های درونی سلول) (قبلا یا در حین رنگ‌آمیزی) برای عبور آنتی‌بادی‌های نشاندار شده، نفوذپذیر گردند. در عین حال، آنتی‌ژن باید در درون سلول باقی بماند و آنتی‌ژنیسیته و خصوصیات انکسار نوری سلول نیز ثابت بماند. معمولاً سلول‌ها با فرمالدهید ثابت می‌شوند که می‌تواند غشا را پایدار کرده و به‌طور همزمان، نفوذپذیری آن را نیز افزایش دهد ولی برای نفوذپذیری بیشتر باید از معرف‌های دیگری استفاده شود.
فرمالدهید اضافی حتماً باید از محیط سلولی حذف شود مثلاً با استفاده از گلایسین و برای به حداقل رساندن اتصال غیر اختصاصی آن به آنتی‌ژن‌های داخل سلولی، BSA یا شیر خشک کم‌چربی به محلول اضافه می‌شود؛ و اگر سلول‌ها برای نوکلئیک اسید رنگ‌آمیزی می‌شوند می‌توان از ثابت‌کننده‌های لخته‌کننده مثل متانول هم استفاده کرد. عوامل نفوذپذیرکنندهٔ شایع عبارت‌اند از ساپونین و دترجنت‌های غیر یونی.
ساپونین‌ها نواحی آب‌گریز بزرگی دارند که به نواحی کلسترولی غشاهای سلولی داخل می‌شوند و کمپلکسی را تشکیل می‌دهند که دارای قطری حدود ۱۲ تا ۱۵ نانومتر است و ماکرومولکول‌ها را قادر می‌سازند از آن طریق به سیتوپلاسم وارد شوند.
غشای پلاسمایی دست‌نخورده باقی می‌ماند اما چون سوراخ ایجادشده در غشا برگشت‌پذیر است و سلول‌های نفوذپذیر شده با ساپونین فقط در حضور ساپونین برای آنتی‌بادی‌ها نفوذپذیر هستند؛ بنابراین موقع نشاندار کردن سلول، باید در محلول آنتی‌بادی، ساپونین را نیز گنجاند. ساپونین نمی‌تواند غشاهای بدون کلسترول را نفوذپذیر کند (نظیر غشای داخلی هسته و غشاهای میتوکندری‌ها). دترجنت‌های غیر یونی دناتوره کنندهٔ ضعیف پروتئین هستند و به غشاهای سلولی و دیگر غشاهای داخلی سلولی وارد شده و هم لیپیدها و هم پروتئین‌های داخل غشایی را حل می‌کنند. در غلظت‌های پایین، سلول را نفوذپذیر می‌کنند اما در غلظت‌های بالاتر باعث لیز شدن سلول شده و محتویات سیتوپلاسم بیرون می‌ریزد. تاکنون روش یکسانی که بتواند برای نفوذپذیر کردن انواع سلول‌ها کارایی داشته باشد وجود ندارد و اغلب رنگ‌پذیری غیر اختصاصی بالایی درون سلول دیده می‌شود. بهترین روش برای استفاده در مورد یک آنتی‌ژن خاص، عبارت است از تعیین غلظت مناسب ثابت‌کننده به دترجنت، مدت رنگ‌آمیزی و دما که بایستی با آزمایش‌های مقایسه‌ای آن‌ها را مناسب‌سازی کرد.

## شناسایی سلول‌های خونی انسان با فلوسایتومتری
سلول‌ها معمولاً بر اساس بیان آنتی‌ژن‌های سطحی خود شناسایی می‌شوند؛ مثلاً سلول‌های تی حاوی مولکول‌های CD3 در سطح خود هستند و با استفاده از مولکول‌های CD4 و CD8 می‌توان دو گروه مجزای این سلول‌ها را شناسایی کرد. اغلب زیرگروه‌های اصلی سلول‌های موجود در خون انسان آنتی‌ژن‌های اختصاصی و مربوط به خود را بیان می‌کنند که می‌تواند اسباب شناسایی آن‌ها قرار گیرد؛ مثلاً CD19 فقط در سلول‌های بی وجود دارد و CD56 فقط در سلول‌های کشندهٔ طبیعی یافت می‌شود. اما شناسایی مونوسیت‌ها و سلول‌های دندریتیک با منشأ میلوئید، به آسانی امکان‌پذیر نیست.
بهترین خصوصیتی که فعلاً می‌توان از آن برای شناسایی همهٔ مونوسیت‌ها در خون محیطی استفاده کرد رنگ‌آمیزی استراز غیر اختصاصی است. عملاً، از آنتی‌ژن CD14 به عنوان مارکر سطحی مونوسیت‌ها استفاده می‌شود اما بیان آن در برخی مونوسیت‌ها خیلی کم است. بیشتر مونوسیت‌هایی که بیان CD14 در آن‌ها پایین است معمولاً در سطح خود گیرندهٔ شمارهٔ ۳ ناحیهٔ FC گاما را بیان می‌کنند.
در مطالعهٔ مونوسیت‌های CD16+ برای تفکیک آن‌ها از سلول‌های کشندهٔ طبیعی باید از آنتی‌بادی ضد CD56 هم استفاده گردد زیرا سلول‌های کشنده نیز در سطح خود CD16 را بیان می‌کنند. سلول‌های گرانولوسیت هم از نظر CD16 مثبت هستند اما آن‌ها در نمودار رسم شده با استفاده از خصوصیات انکسار نوری به راحتی از مونوسیت‌ها تفکیک می‌گردند. چون همهٔ مونوسیت‌های انسانی حاوی CD4 در سطح خود هستند به صورت جایگزین می‌توان از مولکول CD4 برای شناسایی مونوسیت‌ها استفاده کرد. مونوسیت‌ها در نمودار dot plot به راحتی از سلول‌های تی CD4+ قابل تفکیک هستند و می‌توان برای اطمینان بیشتر از مولکول CD3 نیز استفاده کرده و سلول‌های CD3+ را از آنالیز کنار گذاشت. با این وجود، مولکول CD4 توسط بیشتر زیرگروه‌های سلول‌های دندریتیک نیز بیان می‌شود؛ بنابراین، تفکیک آن‌ها بدون استفاده از آنتی‌بادی‌های اضافی مشکل خواهد بود.